# Фріске Жанна Володимирівна
Фрі́ске Жа́нна Володи́мирівна (ім'я при народженні Копи́лова Жа́нна Володи́мирівна, 8 липня 1974, Москва — 15 червня 2015, Балашиха, Московська область — російська естрадна співачка, кіноактриса. Колишня солістка групи «Блестящие» (1997—2003); 2004 року почала сольну кар'єру.

## Життєпис
Народилася 8 липня 1974 року в Москві. Батько — Фріске Володимир Борисович (1952). Бабуся Жанни по батьківській лінії, Фріске Пауліна Вільгельмівна — німкеня за національністю, родом з поволзьких німців. Мати Жанни, Ольга Володимирівна Копилова (1951) — уральська козачка. Молодша сестра Жанни — Наталя — деякий час також була учасницею групи «Блестящие».
У середині 1990-х сім'я Жанни взяла прізвище її батька — Фріске.
Вчилася в середній школі № 406 московського району Перово (закінчила в 1991 році), активно брала участь в шкільній самодіяльності. З дитинства займалася балетом, художньою гімнастикою. Вчилася на факультеті журналістики МОСГУ, який не закінчила. У 1996 році почала творчу кар'єру солісткою в популярній музичній групі «Блестящие». Працюючи в гурті, Жанна набула велику популярність як в Росії, так і за її межами. В період праці в гурті, «Блестящие» разом з Жанною записали 4 сольні диски і випустили 3 сольні програми для шанувальників. У 2003 році брала участь в реаліті-шоу «Останній герой», в якому дійшла до фіналу. Відразу після повернення з острова, де відбувались зйомки, Фріске заявила про свій вихід із групи і початок сольної кар'єри. У 2005 році Жанна знов брала участь в реаліті-шоу «Останній герой», цього разу в п'ятій його частині. Пізніше брала участь в проекті «Серце Африки», «Імперія», «Цирк із зірками», «Цирк».
У 2008 році взяла участь в проекті «Льодовиковий період 2», де каталася в парі спочатку з Віталієм Новіковим, а потім з Максимом Мариніним. 4 жовтня 2005 року вийшов в світ дебютний сольний альбом співачки, названий «Жанна». Саунд-продюсерами альбому виступили композитор і продюсер співачки Андрій Грозний і Сергій Харута. На деякі пісні з альбому були зняті відеокліпи (серед них «Лечу в темноту», «Ла-ла-ла», «Десь влітку»).
На початку 2014 року стало відомо про тяжку онкологічну хворобу мозку Жанни Фріске. Лікування співачка проходила у США.
Похована в Ніколо- Архангельському цвинтарі

## Творчість
У 2004 вийшов перший фільм з її участю, екранізація фантастичного роману Сергія Лук'яненко «Нічний дозор», де Жанна зіграла роль відьми Аліси Буркунової, коханки головного героя Завулону. Хоча у фільмі велику частину епізодів з її участю вирізували (зокрема тривалу любовну сцену), в його продовженні («Денний дозор») персонажеві Фріске була відведена значиміша роль, крім того, відьма Аліса у виконанні Жанни прикрасила афіші фільму.
Примітно, що багато трюків у фільмах (у тому числі і ті, що не увійшли до остаточних версій) Фріске виконувала сама, багато в чому завдяки відмінній фізичній формі. Окрім участі в «Дозорах» Жанна пробувалася на ролі в серіалах «Няня» і «Що примножує печаль». У березні 2010 року вийшов в прокат фільм — «Про що розмовляють чоловіки», де Жанна зіграла саму себе. Це постановка гучного спектаклю «квартета „І“» — «Розмови чоловіків середнього віку».
Також Жанна зіграла головну жіночу роль в детективі «Хто я?», прем'єра якого відбулася восени 2010 року. Жанна Фріске знімалася для різних журналів, в числі яких Penthouse, Maxim і Elle. Вона була частою героїнею світської хроніки, хоча сама Жанна тримала своє особисте життя поза увагою журналістів.

## Смерть
За численними повідомленнями засобів масової інформації з посиланням на батька співачки, Жанна Фріске померла 15 червня 2015 о 10 годині вечора в Москві від гліобластоми. Зранку, 16 червня, батько Жанни, Володимир Борисович зізнався, що останні три місяці перед смертю вона перебувала в комі, а родина просто вирішила про це не говорити. Поховали співачку на Ніколо-Архангельському кладовищі у Москві.